# Elvira García Campos
Elvira García Campos (Alaquàs, 29 de maig de 1953), és una mestra i política socialista valenciana. L'11 de juliol de 2009 va prendre possessió del càrrec d'alcaldessa d'Alaquàs pel PSPV-PSOE, substituint Jorge Alarte. Al 2018, després de deu anys en l'alcaldia, va decidir no optar a la reelecció.
Des de 1995 fou regidora de Cultura i Educació de l'ajuntament d'Alaquàs i des de 2007 també regidora delegada de Benestar Social i Atenció Ciutadana. Ha estat Primera Tinent d'Alcalde durant tres legislatures consecutives, així com Vicepresidenta del Museu Comarcal de l'Horta Sud durant el període 2002-2005 i Secretària de la Fundació per al Desenvolupament de l'Horta Sud.
Al 2021 va rebre el Premi Guaix 2020-2021 que atorga la Coordinadora pel Valencià de l’Horta Sud, atorgat en el marc de la Trobada d’Escoles en Valencià que se celebrà a Alaquàs.